# Comté de Lawrence (Pennsylvanie)
Pour les articles homonymes, voir Comté de Lawrence.
Le comté de Lawrence (anglais : Lawrence County) est un comté situé dans le Commonwealth de Pennsylvanie aux États-Unis. Le siège du comté est New Castle. Selon le recensement de 2020, sa population est de 86 070 habitants. Il fait partie de la région métropolitaine de Pittsburgh.

## Géographie
Le comté a une superficie de 940 km², dont 934 km² en surfaces terrestres.

## Démographie
| Groupe            | Comté de Lawrence | Pennsylvanie | États-Unis |
| ----------------- | ----------------- | ------------ | ---------- |
| Blancs            | 88,1              | 73,5         | 58         |
| Latino-Américains | 2                 | 8,1          | 19         |
| Afro-Américains   | 4,1               | 10,5         | 12,1       |
| Asiatiques        | 0,4               | 3,4          | 6,2        |
| Métis             | 5,1               | 3,3          | 4,1        |
| Autres            | 0,3               | 0,4          | 0,5        |
| Amérindiens       | 0,1               | 0,1          | 0,9        |
| Océano-américains | 0,01              | 0,02         | 0,2        |
| Total             | 100               | 100          | 100        |